# Chính sách thị thực của Maroc

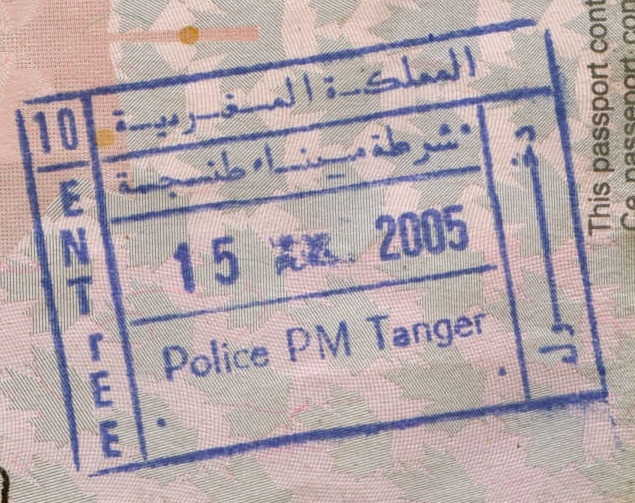
Dấu nhập cảnh

Một người nước ngoài muốn đến Maroc phải xin thị thực trừ khi họ là công dân của một trong những nước được miễn thị thực.

## Bản đồ chính sách thị thực

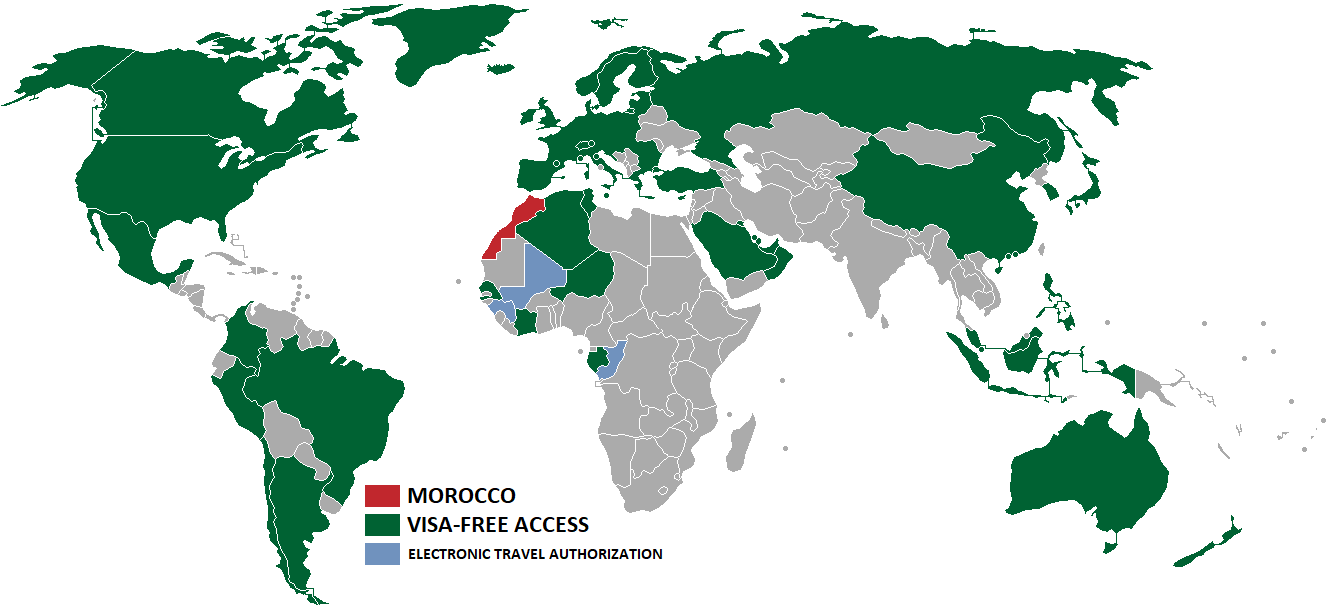
Chính sách thị thực Maroc
Maroc
Miễn thị thực đến Maroc (90 ngày, trừ người sở hữu hộ chiếu Hồng Kông và Singapore, họ có thể ở lại lên đến 30 ngày)

## Miễn thị thực

### Hộ chiếu phổ thông
Công dân của 70 quốc gia và vùng lãnh thổ sau có thể đến Maroc mà không cần thị thực lên đến 90 ngày (trừ khi được chú thích):
| - Tất cả công dân Liên minh Châu Âu \| - Ả Rập Saudi - Algeria - Andorra - Argentina - Bahrain - Bờ Biển Ngà - Brasil - Các Tiểu vương quốc Ả Rập Thống nhất - Canada - Chile - Cộng hòa Congo - Gabon - Guinea - Hàn Quốc - Hoa Kỳ - Hồng Kông (30 ngày) - Iceland - Indonesia - Kuwait - Liechtenstein - Macau - Malaysia \| - Mali - Mexico - Monaco - New Zealand - Nga - Nhật Bản - Niger - Na Uy - Oman - Peru - Philippines - Qatar - San Marino - Senegal - Singapore (30 ngày) - Thụy Sĩ - Trung Quốc - Tunisia - Thổ Nhĩ Kỳ - Úc - Venezuela - Vương quốc Anh1 \| | |
| - Ả Rập Saudi - Algeria - Andorra - Argentina - Bahrain - Bờ Biển Ngà - Brasil - Các Tiểu vương quốc Ả Rập Thống nhất - Canada - Chile - Cộng hòa Congo - Gabon - Guinea - Hàn Quốc - Hoa Kỳ - Hồng Kông (30 ngày) - Iceland - Indonesia - Kuwait - Liechtenstein - Macau - Malaysia | - Mali - Mexico - Monaco - New Zealand - Nga - Nhật Bản - Niger - Na Uy - Oman - Peru - Philippines - Qatar - San Marino - Senegal - Singapore (30 ngày) - Thụy Sĩ - Trung Quốc - Tunisia - Thổ Nhĩ Kỳ - Úc - Venezuela - Vương quốc Anh1 |

1 - đối với người sở hữu hộ chiếu Anh, chỉ Công dân Anh và công dân Anh (hải ngoại) và chủ thể Anh với chứng chỉ lưu trú được cấp bởi Anh được miễn thị thực.
Thị thực không cần thiết đối với trẻ dưới 17 tuổi có bố hoặc mẹ là người Maroc với điều kiện họ có đăng ký trong hộ chiếu.
Thỏa thuận miễn thị thực được ký với Burkina Faso vào tháng năm 2017 nhưng chưa có hiệu lực.

### Hộ chiếu ngoại giao và công vụ
Người sở hữu hộ chiếu được cấp bởi các quốc gia sau có thể đến và ở lại Maroc lên đến 90 ngày.
| - Albania D S - Azerbaijan D S - Benin D S Sp - Burkina Faso D S - Colombia D O S - Costa Rica D S - Cuba D S O Sp - Cộng hòa Dominican D O - Ai Cập D S Sp - El Salvador D O Sp - Guinea Xích Đạo D O S - Gambia D S - Guiné-Bissau D S Sp - Honduras D Sp - Ấn Độ D O - Jordan D S Sp - Kyrgyzstan D S (30 days) | - Libya D S Sp - Mauritania D S - Montenegro D S - Myanmar D O S C - Nigeria D O - Pakistan D O - Paraguay D O Sp - Rwanda D S - São Tomé và Príncipe D S Sp - Serbia D O - Sierra Leone D S - Sudan D S Sp - Thái Lan D O - Ukraina D S - Uruguay D O - Việt Nam D O Sp - Yemen D S Sp |  |

D — hộ chiếu ngoại giao

O — hộ chiếu công vụ

S — hộ chiếu công vụ

Sp — hộ chiếu đặc biệt

C — hộ chiếu lãnh sự
Miễn thị thực đối với người Liên hợp quốc có hộ chiếu laissez passer đi công tác.
Thỏa thuận miễn thị thực cho hộ chiếu ngoại giao được ký với Angola và chưa có hiệu lực.